# Gastón de Moncada (obispo)
Gastón de Moncada (en catalán: Gastó de Montcada) (?, - Gerona, 12 de agosto de 1334) fue un eclesiástico y hombre de estado catalán, canciller.

## Biografía
Era hijo de Pedro II de Moncada, barón de Aitona, y de Elisenda de Pinós.
Fue cuñado del rey Jaime II (casado con su hermana Elisenda de Moncada). 
Fue obispo de Huesca y Jaca hasta que Juan XXII  autorizó la permuta con el entonces obispo de Gerona, Pedro de Urrea por su obispado el 3 de diciembre de 1328. 
Después de la permuta las relaciones no fueron amistosas entre ambos, ya que siendo ya obispo de Gerona, Gastón dirigía una carta al deán y al cabildo de Huesca acusando al obispo Pedro de Urrea de retener en esa iglesia derechos y pagos que le correspondían por valor de dos mil libras barcelonesas y les notificaba que por deudas contraídas con Pedro de Vilanova había dictado una excomunión contra el obispo, quien apelo ante el papa en agosto de 1331.